# Acanthostichus skwarrae
Acanthostichus skwarrae är en myrart som beskrevs av Wheeler 1934. Acanthostichus skwarrae ingår i släktet Acanthostichus och familjen myror. Inga underarter finns listade i Catalogue of Life.